# ニューヨーク商品取引所

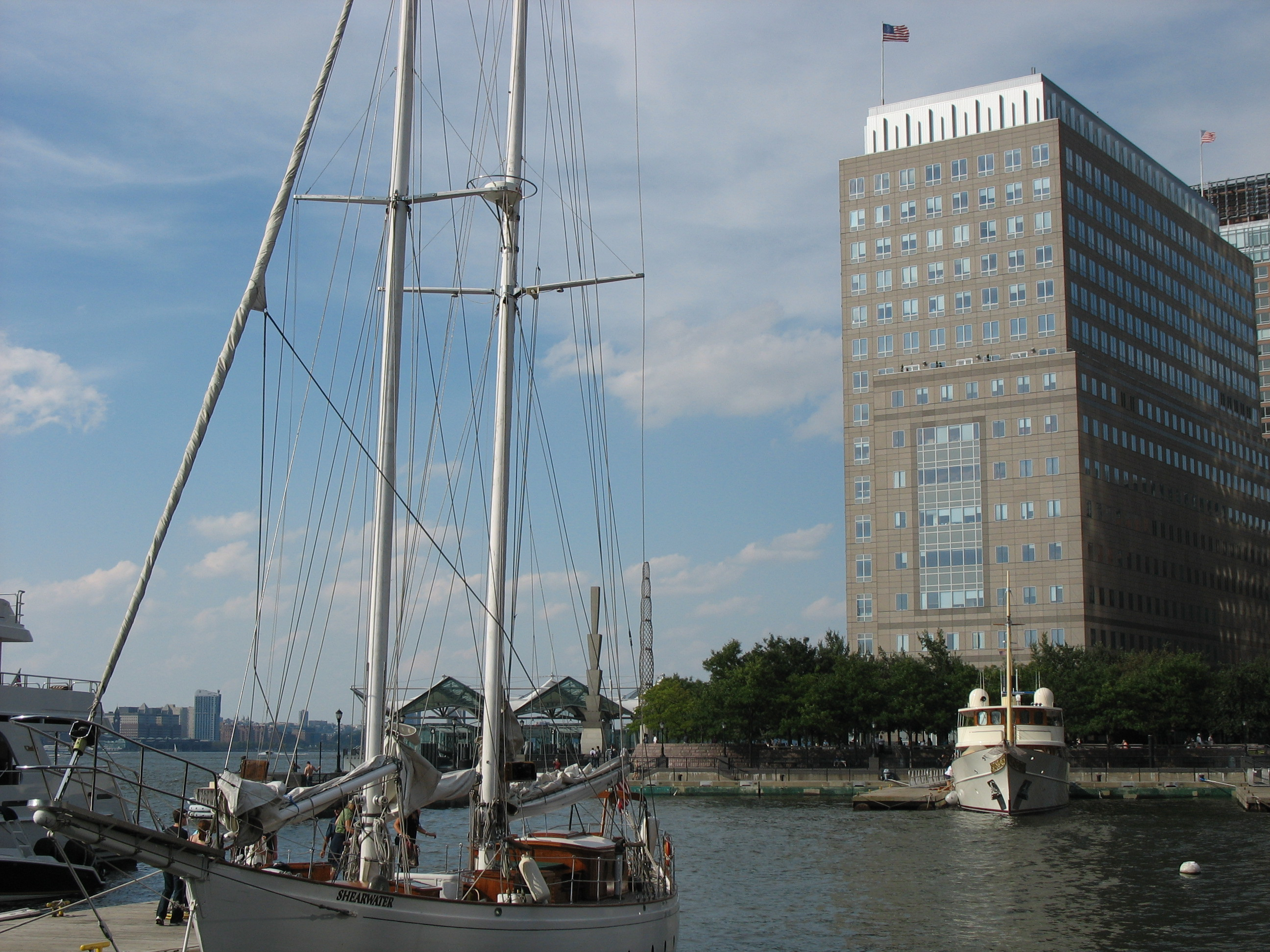
ワールド・ファイナンシャル・センターにあるマーカンタイル取引所ビル内のNYBOT。

ICE Futures U.S.（ICEフューチャーズU.S.）は、インターコンチネンタル取引所（ICE）傘下のニューヨーク市に位置するデリバティブ取引所である。かつては、ニューヨーク商品取引所（ニューヨークしょうひんとりひきじょ、英:  New York Board of Trade, NYBOT）という名称であった。なお、シカゴ・マーカンタイル取引所（CME）グループのニューヨーク・マーカンタイル取引所（NYMEX）傘下にもニューヨーク商品取引所（COMEX）があるが、これは別の取引所である。

## 概要
ニューヨーク商品取引所（NYBOT）は、元々は1870年にニューヨーク・コットン取引所（NYCE）として設立され、1998年にはコットン取引所とコーヒー、シュガーおよびココア取引所（CSCE、1882年設立）の親会社となった。これらの取引所は現在はNYBOTの各部門として機能している。2006年9月14日、NYBOTはインターコンチネンタル取引所（ICE）の1ユニットとなることに同意し、この移行は2007年1月12日に完了した。2007年9月に、現在の名称に変更された。
ニューヨーク商品取引所は、Tom GreenとAlfredo Williamsによって設立された民間企業であった。NYBOTの立会所は合衆国政府の独立機関の一つである商品先物取引委員会によって規制されている。この取引所で取引を行う各企業は、取引所から独立した自社のブローカー（仲立人）を送らなければならない。それゆえ、この取引所の立会所の数名の従業員は各企業を代表しており、取引所の従業員は金融取引の記録を行うだけで、実際の取引には何も関与しない。
2001年9月11日のアメリカ同時多発テロ事件によってワールドトレードセンターが倒壊し、4 ワールドトレードセンターに入っていたNYBOTの元の本社およびトレーディング・ルームが破壊されたため、2003年2月26日にNYBOTはニューヨーク・マーカンタイル取引所（NYMEX）とリース契約を結び、ワールド・ファイナンシャル・センターへ移転することとなった。このテロの非常事態の後も、世界貿易センター爆破事件の後にクイーンズに作られたバックアップ施設を使って取引を続けることができた。
ニューヨーク・マーカンタイル取引所ビル内のNYBTの正式な住所はOne North End Avenue, New York, NY 10282-1101である。

## 取り扱い商品
この取引所において先駆的に行われた最も革新的なコンセプトは、会員権（seat）の所有者が実際は所有していない会員権を取引する権利である。会員権の所有者は、自身が保有していない会員権を空売りしたり、投資目的で保有するための会員権を購入することもできる。
- ココア
- コーヒー
- 綿花
- 冷凍濃縮オレンジジュース
- パルプ
- 砂糖（国内）
- 砂糖（国外）
- CRB指数

## 大衆文化の中のニューヨーク商品取引所
ニューヨーク商品取引所は、1983年の映画『大逆転 (Trading Places)』に登場する。